# Allylgroep

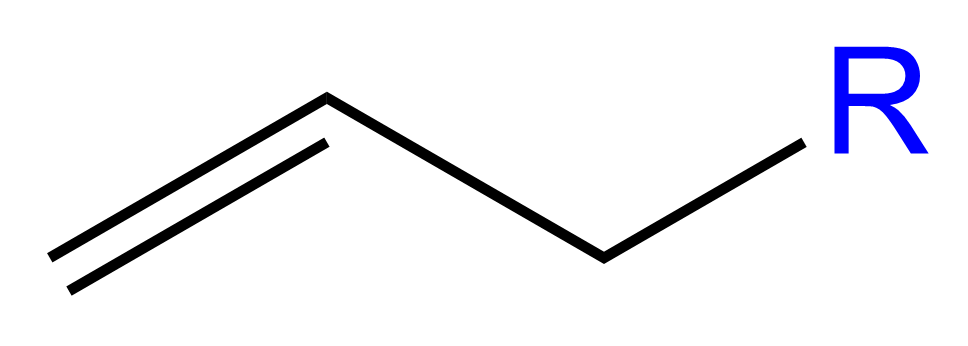
Algemene structuurformule van een allylverbinding.

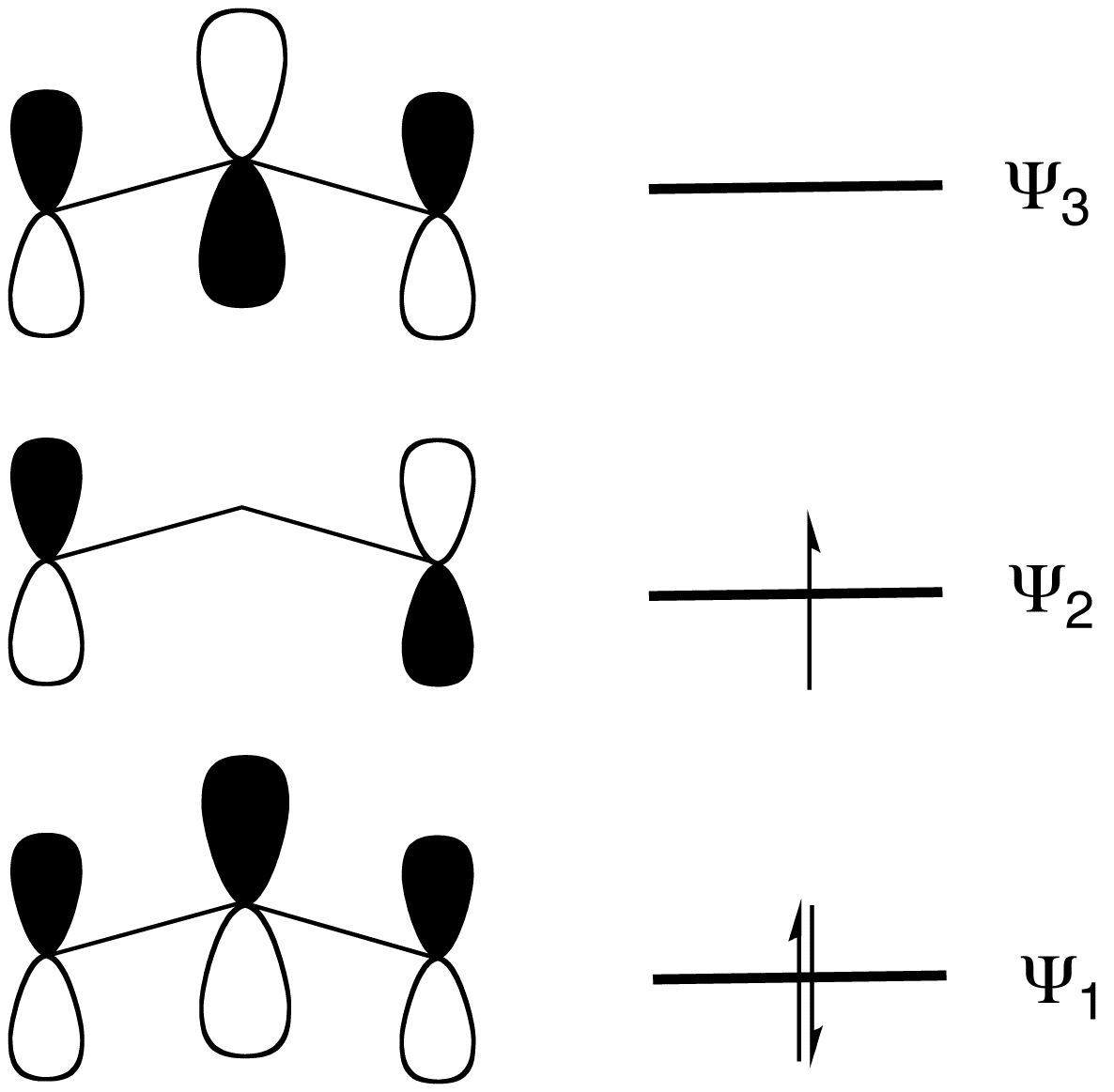
MO's van het allylsysteem. Die in bovenstaande formule aangegeven "R" is geheel afwezig.

De allylgroep is een functionele groep, bestaand uit een eindstandige dubbele binding, die via een methyleengroep is gekoppeld aan de rest van een organische molecule. Meer systematisch zou de groep kunnen worden aangeduid als de prop-2-enyl-groep. De groep dankt zijn naam aan het voorkomen van een aantal verbindingen met dit structuurelement in leden van het plantengeslacht Allium (zoals ui, knoflook en prei).
Door het optreden van resonantie is het allyl-kation relatief stabiel, De lading is over meerdere atomen verdeeld, waardoor de allylgroep makkelijk als geheel in de vorm van een positief ion kan migreren. Alleen het onderst niveau van de moleculaire orbitalen is bezet.
Een positie in een molecule wordt allylisch genoemd als het om een verzadigd koolstofatoom gaat, direct naast een dubbele binding. Zo zijn allylische waterstofatomen relatief zuur, omdat het anion dat na deprotonering ontstaat kan gestabiliseerd worden door resonantie met de dubbele binding. Bij het anion is het middelste energieniveau geheel bezet.
Een grotere stabilisatie ontstaat als een positief geladen kation ontstaat: alleen de laagste orbitaal is bezet. 